# Raid des Terres Noires
Le Raid des Terres Noires est une course de VTT qui a lieu une année sur deux aux environs de Digne-les-Bains, cette course est réputée pour ses parcours techniques et physiques, ses paysages hors du commun avec ses toboggans géants. Elle est organisée par le club VTT Rando 04. Cet événement rassemble chaque année plus d’un millier de participants. 
L'autre année, VTT Rando 04 organise l'enduro des Terres Noires.

## Description du Raid
Le Raid se déroule sur une journée, sur une distance de  80 km, le Dénivelé de la course est de plus de 3800 D+.
Le départ est donné à  Digne-les-Bains et passe par les communes d'Entrages, des Dourbes, Archail-Draix, La Javie, Le Brusquet, cette course s'adresse aux pilotes ayant une très bonne condition physique.
Cette épreuve n'est pas un cross-country marathon, ni un ultra raid, elle est unique.

Raid des Terres noires 2011
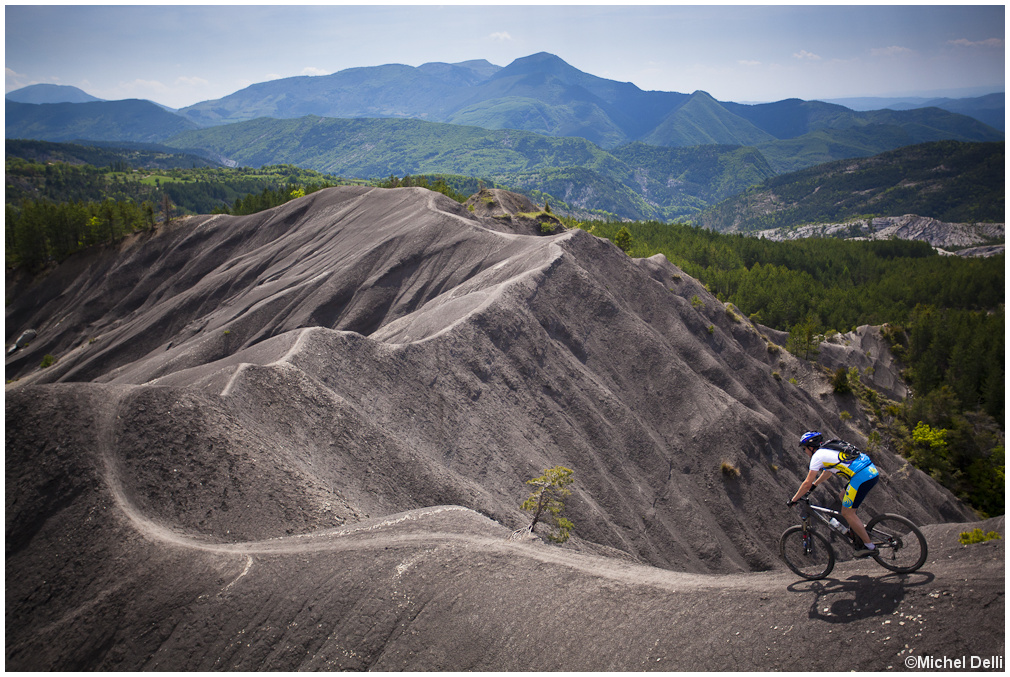
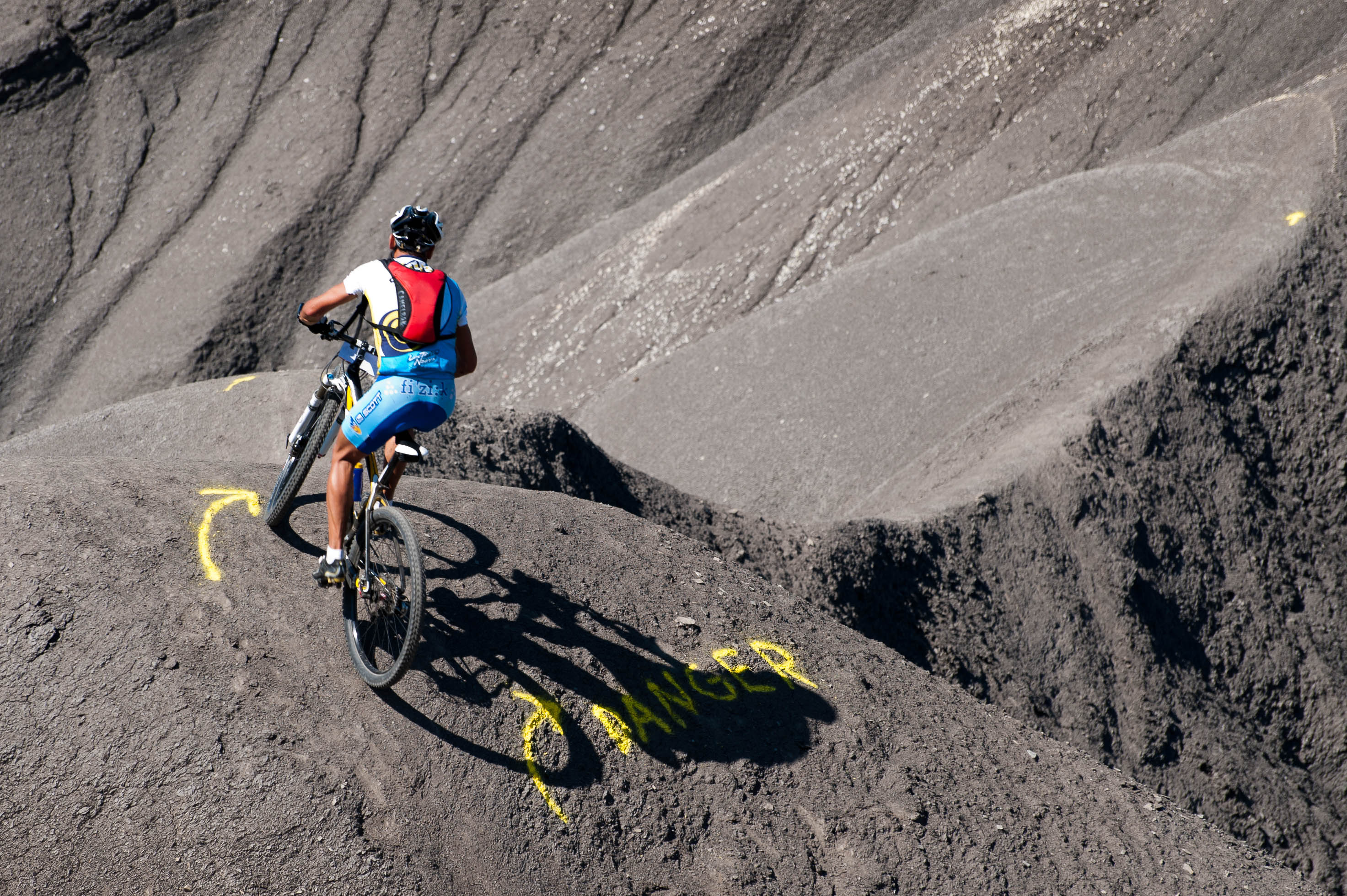

## Les personnalités du VTT sur le Raid des Terres Noires
- Nicolas Lebrun Champion du Monde de Xterra(Triathlon).
- Jean-Paul Stéphan, cinq fois champion du monde VTT master.
- Nadine Sapin, gagnante de  La Transvésubienne.

## Résultats du Raid des Terres Noires

### Les habitués du podium
- Frédéric Frech
- Herve Gilly
- Bruno Mestre
- Olivier Lamarque
- Laurent Bonnet
- Vincent Ronchon
- Nicolas Lebrun
- Emmanuelle Treguier
- Nadine Sapin

### Classement Femmes
| ÉDITION | ANNÉE | DISTANCE | VAINQUEUR SCRATCH   | TEAM                        |
| ------- | ----- | -------- | ------------------- | --------------------------- |
| 11e     | 2015  | 80 KM    | Nadine Sapin        | CS des Portes du Mercantour |
| 10e     | 2013  | 70 KM    | Aurélia Perry       | La Bressaude Roue verte     |
| 9e      | 2012  | 70 KM    | Sophie Giovane      | Team EGOBIKE                |
| 8e      | 2011  | 75 KM    | Nadine Sapin        | CS PM                       |
| 7e      | 2010  | 60 KM    | Élisabeth Revol     | Team Lafuma                 |
| 6e      | 2009  | 60 KM    | Bérengère Boes      | ASPTT MULHOUSE              |
| 5e      | 2008  | 60 KM    | Emmanuelle Treguier | VTT Pradetan                |
| 4e      | 2007  | 60 KM    | Hanna Israel        | SUNN                        |
| 3e      | 2006  | 60 KM    | Élisabeth Allione   | Oppidium Bike               |
| 2e      | 2005  | 60 KM    | Emmanuelle Treguier | VTT Pradetan                |
| 1re     | 2004  | 50 KM    | Renate Biedermann   | Velo Passion Chorges        |

### Classement Hommes
| ÉDITION | ANNÉE | DISTANCE | VAINQUEUR SCRATCH | TEAM                     |
| ------- | ----- | -------- | ----------------- | ------------------------ |
| 14e     | 2019  | 80 KM    | Maxime Folco      | LEVENS VTT               |
| 11e     | 2015  | 80 KM    | Frederic Gombert  | Team cycletyres-addictiv |
| 10e     | 2013  | 70 KM    | Jérémy Mounier    | VS Hyérois               |
| 9e      | 2012  | 70 KM    | Frédéric Frech    | Team MB RACE             |
| 8e      | 2011  | 75 KM    | Frédéric Frech    | Team MB RACE             |
| 7e      | 2010  | 60 KM    | Frédéric Frech    | Team EGOBIKE             |
| 6e      | 2009  | 60 KM    | Freddy Betremieux | BH SUNTOUR               |
| 5e      | 2008  | 60 KM    | Benoit Igoulen    | AC Beaumes de Venise     |
| 4e      | 2007  | 60 KM    | Jean Paul Stephan | TEAM LAPIERRE            |
| 3e      | 2006  | 60 KM    | Jacques Devi      | OCP                      |
| 2e      | 2005  | 60 KM    | Hervé Dattas      | Sospel VTT               |
| 1re     | 2004  | 50 KM    | Laurent Bonnet    | TGK                      |

## L'enduro des Terres Noires
Un  enduro est également organisé depuis 2013 une année sur deux. Un plateau de pilotes réputés a fait le déplacement pour la 1re édition comme Fabien Barel, Thomas Lapeyrie,  Nicolas Quéré, Cédric Ravanel, Cécile Ravanel, François Bailly-Maître, Loïc Bruni, ou bien encore les championnes du monde Anne-Caroline Chausson et Emmeline Ragot,. Les pilotes viennent de plusieurs disciplines du VTT: du cross-country, des spécialistes de l'enduro, et des descendeurs.
Les spéciales sont très appréciées des participants. En particulier, Anne-Caroline Chausson trouve les spéciales belles, variées, physiques et techniques, avec une très bonne organisation.

### Résultats de l'enduro
Scratch 
Hommes
| Édition | Année | Spéciales | Vainqueur scratch  | Team                  |
| ------- | ----- | --------- | ------------------ | --------------------- |
| 1re     | 2013  | 4         | Fabien Barel       | Canyon Bicycles       |
| 2e      | 2014  | 7         | Olivier Gordanengo | Giant Off-Road France |
| 3e      | 2016  | 7         | Camille Servant    | Massilia Bike Système |

Femmes
| Édition | Année | Spéciales | Vainqueur scratch      | Team             |
| ------- | ----- | --------- | ---------------------- | ---------------- |
| 1re     | 2013  | 4         | Anne-Caroline Chausson | Team Ibis        |
| 2e      | 2014  | 6         | Cécile Ravanel         | GT Pulse Session |
| 3e      | 2016  | 5         | Claire Hassenfratz     | BCB              |